# شهرستان پروومایسکی، استان اورنبورگ
شهرستان پروومایسکی (به لاتین: Pervomaysky District) یک شهرستان در روسیه است که در استان اورنبورگ واقع شده‌است.